# Misfit Model 3D
Misfit Model 3D est un logiciel libre sous licence publique générale GNU de modélisation et d'animation 3D OpenGL simple.